# Nemestrinus simplex
Nemestrinus simplex är en tvåvingeart som först beskrevs av Friedrich Hermann Loew 1873.  Nemestrinus simplex ingår i släktet Nemestrinus och familjen Nemestrinidae. Inga underarter finns listade i Catalogue of Life.